# أشلي هوارد (لاعبة كرة الشبكة)
أشلي هوارد (بالإنجليزية: Ashlee Howard)‏ هي لاعبة كرة الشبكة أسترالية، ولدت في 2 مارس 1988.